# Поволжский
Пово́лжский — микрорайон в составе Комсомольского района города Тольятти.

## История
Микрорайон Поволжский основан в 1980 году. В 1982 году Поволжский получил статус посёлка городского типа. После образования в ходе муниципальной реформы городского округа Тольятти вошёл в его состав как часть Комсомольского района. Законом Самарской области от 10 июля 2006 года о включении отдельных населенных пунктов в состав городского населенного пункта — города Тольятти Поволжский административно вошёл в состав города. 20 марта 2009 года постановлением мэра Тольятти посёлку был присвоен статус микрорайона.

## Данные
Население — 10,6тыс жителей. 
Расположен приблизительно в 25 км к северо-востоку от основной части Комсомольского района Тольятти.
В микрорайоне имеется школа (№ 25), состоящая из двух корпусов, детский сад (№ 138) состоящий из двух корпусов, центр развития детского и юношеского творчества «Истоки» (в прошлом ДК «Истоки» и ДШИ № 8) и больница.
В микрорайоне расположен крупный свиноводческий комплекс "СВ-Поволжское" на 220 тысяч голов, построенный в 1980-х годах. Свиноводческий комплекс являлся градообразующим предприятием для данного микрорайона. С 1 марта 2011 комплекс объявлен банкротом и законсервирован.
Начиная с 2007 года в Поволжском начали проводить межрегиональные фестивали исторической реконструкции.
Близ микрорайона расположены предприятия по производству автокомпонентов АвтоВАЗагрегат, предприятие химической промышленности Тольяттиазот, Тольяттинское линейное производстводственное управление магистральных газопроводов филиал Газпром трансгаз Самара

## Население
| Год  | Численность | Численность |
| ---- | ----------- | ----------- |
| 1989 | 7375        | [ 1 ]       |
| 2002 | 9022        | [ 2 ]       |
| 2008 | 9577        |             |